# Hoofdrichtingscel

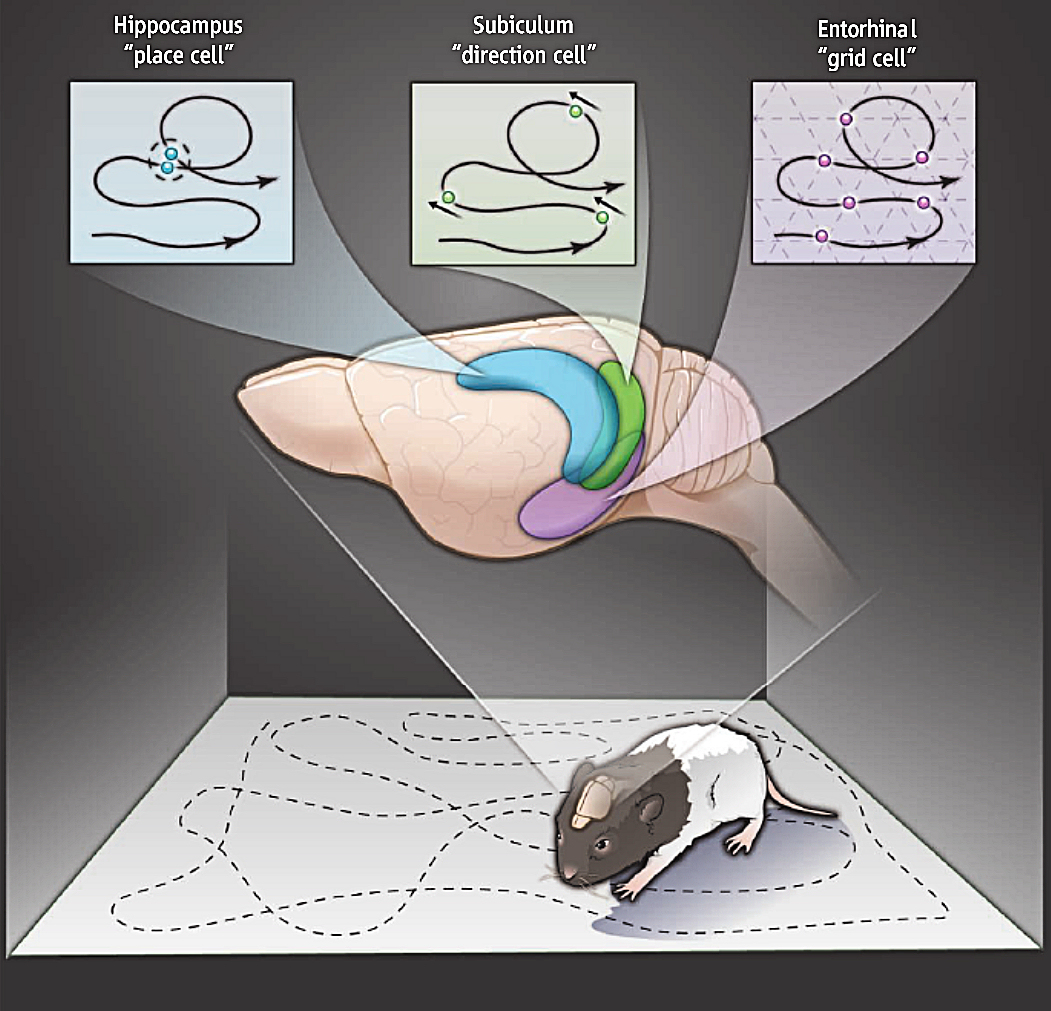
Bij rattenjongen zend (vuurt) een plaatscel een signaal uit wanneer het dier een bepaalde locatie binnen de omgeving doorkruist; een hoofdrichtingscel (direction cell) met een bepaalde richting vuurt wanneer de kop van het dier in een bepaalde richting staat ten opzichte van de omgeving; en een gridcel met een bepaald raster vuurt op de hoekpunten van een regelmatig, zich herhalend raster dat de omgeving bestrijkt. De plaatscellen en de hoofdrichtingcellen zijn aanwezig wanneer de jongen hun eerste dergelijke verkenning doen; het tijdstip waarop de gridcel verschijnt, is omstreden.

Hoofdrichtingscellen zijn zenuwcellen die in een aantal hersengebieden voorkomen en hun signaalfrequentie (vuurfrequentie) alleen boven de basislijn verhogen wanneer de kop van het dier in een specifieke richting wijst. Ze zijn aangetroffen bij ratten, apen, muizen, chinchilla's en vleermuizen, maar men denkt dat ze voorkomen bij alle zoogdieren, mogelijk alle gewervelde dieren en mogelijk zelfs bij sommige ongewervelden en dat ze de basis vormen voor het "richtingsgevoel". Wanneer de kop van het dier in de "voorkeurssignaalrichting" van de cel staat, zenden deze zenuwcellen met een constante snelheid signalen uit (d.w.z. ze vertonen geen aanpassing), maar de signaalfrequentie neemt af tot de basislijn wanneer de kop van het dier zich van de voorkeursrichting afkeert (meestal ongeveer 45° ten opzichte van deze richting).
Hoofdrichtingscellen worden in veel hersengebieden aangetroffen, waaronder de corticale gebieden van het postsubiculum (ook bekend als het dorsale presubiculum), de retrospleniale schors, de entorinale schors en subcorticale gebieden zoals de thalamus (de voorste dorsale en de laterale dorsale thalamusnuclei), de laterale mammillaire nucleus, de nucleus tegmentalis dorsalis en het striatum. (De mammillaire lichamen zijn een paar kleine ronde hersenstam-nuclei en de nucleus tegmentalis dorsalis is een groep zenuwcellen in de hersenstam.) Men denkt dat de corticale cellen die de richting van het hoofd bepalen, informatie over de omgeving verwerken, terwijl de subcorticale cellen informatie over draaiende hoofdbewegingen verwerken.
Een opvallend kenmerk van hoofdrichtingscellen is dat ze in de meeste hersengebieden dezelfde relatieve voorkeurssignaalrichtingen behouden, zelfs als het dier naar een andere kamer wordt verplaatst of als herkenningspunten worden verplaatst. Dit suggereert dat de cellen zo samenwerken dat ze een uniform, stabiel richtingssignaal behouden. Onlangs is echter een subpopulatie van hoofdrichtingszenuwcellen gevonden in het dysgranulaire (zonder korrelcellen) deel van de retrospleniale schors die onafhankelijk van de rest van het netwerk kan opereren en die beter lijkt te reageren op omgevingssignalen.
Het systeem is gerelateerd aan het plaatscelsysteem, gelegen in de hippocampus, dat grotendeels oriëntatie-invariant en locatie-specifiek is, terwijl hoofdrichtingscellen grotendeels oriëntatie-specifiek en locatie-invariant zijn. Hoofdrichtingscellen hebben echter geen functionele hippocampus nodig om hun hoofdrichtingsspecificiteit tot uitdrukking te brengen. Ze zijn afhankelijk van het evenwichtsorgaan systeem en de activering is onafhankelijk van de positie van het lichaam van het dier ten opzichte van zijn hoofd.
Sommige hoofdrichtingscellen vertonen anticiperend gedrag: de beste match tussen hoofdrichtingscellen-activiteit en de werkelijke hoofdrichting van het dier blijkt tot 95 Millisecondems in de toekomst te liggen. Dat wil zeggen dat de activiteit van de hoofdrichtingscellen 95 ms van tevoren voorspelt wat de hoofdrichting van het dier zal zijn. Dit weerspiegelt mogelijk input van het motorische systeem ("motorische efferente kopie") die het netwerk voorbereidt op een dreigende hoofddraaiing.
Hoofdrichtingscellen blijven tijdens de slaap op een georganiseerde manier signalen zenden, alsof dieren wakker zijn. In plaats van echter altijd naar dezelfde richting te wijzen – de dieren slapen en zijn dus onbeweeglijk – beweegt de neuronale "kompasnaald" constant. Met name tijdens de remslaap, een hersentoestand die rijk is aan droomactiviteit bij mensen en waarvan de elektrische activiteit vrijwel niet te onderscheiden is van de wakkere hersenen, beweegt dit richtingssignaal alsof het dier wakker is: dat wil zeggen dat hoofdrichtingscellen sequentieel worden geactiveerd en dat de individuele zenuwcellen die een gemeenschappelijke richting vertegenwoordigen tijdens het waken, tegelijkertijd nog steeds actief of niet actief zijn.

## Invloeden van het evenwichtsorgaan
Het hoofdrichtingscelnetwerk maakt gebruik van traagheids- en andere bewegingsgerelateerde input en blijft dus werken, zelfs bij afwezigheid van licht. Deze traagheidseigenschappen zijn afhankelijk van het evenwichtsorgaan, met name de halfcirkelvormige kanalen (ductus semicirculares) van het binnenoor, die rotaties van het hoofd signaleren. Het hoofdrichtingscelsysteem integreert de output van het evenwichtsorgaan om een signaal te behouden dat cumulatieve rotatie weerspiegelt. De integratie is echter niet perfect, vooral bij langzame hoofdrotaties. Als een dier op een geïsoleerd platform wordt geplaatst en langzaam in het donker wordt gedraaid, verschuift de uitlijning van het hoofdrichtingscelsysteem meestal een beetje bij elke rotatie. Als een dier een donkere omgeving verkent zonder richtingaanwijzingen, heeft de hoofdrichtingscel-uitlijning de neiging om langzaam en willekeurig in de loop van de tijd af te drijven.

## Visuele en andere sensorische invloeden
Een van de meest interessante aspecten van hoofdrichtingscellen is dat hun activering niet volledig wordt bepaald door sensorische kenmerken van de omgeving. Wanneer een dier voor het eerst een nieuwe omgeving betreedt, is de uitlijning van het hoofdrichtingssysteem willekeurig. Gedurende de eerste paar minuten van de verkenning leert het dier de herkenningspunten in de omgeving te associëren met richtingen. Wanneer het dier later in dezelfde omgeving terugkeert en het hoofdrichtingssysteem is niet goed uitgelijnd, dienen de geleerde associaties om het opnieuw uit te lijnen.
Het is mogelijk om de uitlijning van het hoofdrichtingscelsysteem tijdelijk te verstoren, bijvoorbeeld door de lichten een paar minuten uit te doen. Zelfs in het donker blijft het hoofdrichtingscelsysteem werken, maar de uitlijning met de omgeving kan geleidelijk afwijken. Wanneer de lichten weer aangaan en het dier weer herkenningspunten kan zien, keert het hoofdrichtingscelsysteem meestal snel terug naar de normale uitlijning. Soms is de heroriëntatie vertraagd: de hoofdrichtingscellen kunnen een paar minuten een abnormale uitlijning behouden, maar dan abrupt terugkeren. In overeenstemming met het drijven in het donker zijn hoofdrichtingscellen niet gevoelig voor de polariteit van het aardmagnetisch veld.
Als dit soort experimenten met verkeerde uitlijning te vaak worden uitgevoerd, kan het systeem vastlopen. Als een dier herhaaldelijk gedesoriënteerd raakt en vervolgens telkens een paar minuten in een andere omgeving wordt geplaatst, verliezen de herkenningspunten geleidelijk hun vermogen om het hoofdrichtingscelsysteem te controleren en uiteindelijk komt het systeem in een toestand terecht waarin het bij elke proef een andere en willekeurige uitlijning vertoont.
Er zijn aanwijzingen dat de visuele controle van hoofdrichtingscellen wordt gemedieerd door het postsubiculum. Laesies van het postsubiculum elimineren de hoofdrichtingscellen in de thalamus niet, maar zorgen er vaak voor dat de richting na verloop van tijd verschuift, zelfs wanneer er voldoende visuele signalen zijn. Hoofdrichtingscellen in dieren met een postubiculumlaesie gedragen zich dus als hoofdrichtingscellen in intacte dieren bij afwezigheid van licht. Bovendien zijn slechts een minderheid van de cellen die in het postsubiculum worden aangetroffen hoofdrichtingscellen en veel van de andere cellen vertonen visuele reacties. In bekende omgevingen vertonen hoofdrichtingscellen consistente voorkeursrichtingen in de loop van de tijd, zolang er een polariserende aanwijzing is die het mogelijk maakt richtingen te identificeren (in een cilinder met ongemarkeerde wanden en zonder aanwijzingen in de verte, kunnen voorkeursrichtingen in de loop van de tijd verschuiven).